# Harri Säteri
Harri Tapio Säteri, född 29 december 1989 i Toijala, Finland, är en finländsk ishockeymålvakt som spelar för Arizona Coyotes i NHL. 
Han har tidigare spelat på NHL-nivå för Detroit Red Wings, Florida Panthers och San Jose Sharks och på lägre nivåer för Grand Rapids Griffins, Worcester Sharks, och Springfield Thunderbirds i AHL, HK Sibir Novosibirsk och HK Vitjaz Podolsk i KHL samt Tappara i FM-ligan.

## Klubblagskarriär
Säteri blev draftad (106 overall) av San Jose Sharks. 
Han härstammar från Tammerfors och Tappara och spelade sina juniorår där med undantag för en avstickare till HPK.
Säsongen 2008-2009 blev han uppflyttad från J20-laget (Tappara A) för att han skulle "iaktta" Tapparas första målvakt Mika Lehto. Där skötte han sig över förväntan och höll nollan första gången mot Ässät, då Tappara vann 4-0 på hemmaplan.
Därefter har hans färd gått via Nordamerika, där det dock inte blev speltid i NHL, och KHL. 
Den 1 juli 2018 skrev han som free agent på ett ettårskontrakt värt 750 000 dollar med Detroit Red Wings.

## Landslagskarriär
Säteri var som 17-åring med i JVM i ishockey för första gången. Han har spelat 26 (varit med på 40) pojklandslagskamper (U18) för Finland.
Han blev uttagen till Finlands VM-lag 2017.
Säteri ingick i det finländska landslag som vann den olympiska ishockeyturneringen 2022 i Peking.